# Per-Illán
Per-Illán fue un famoso personaje toledano del siglo XIII (muerto en 1247), distinguido y pundonoroso militar, llamado Pero o Pedro Illán (Petrus Juliani), de quien se refiere que no pudiendo resistir la idea de que le pisasen después de muerto, obtuvo del rey, en premio de sus servicios, ser enterrado en alto y así se ve hoy, en efecto, su sepulcro que se halla en la catedral de Toledo.
De él, según afirma Terreros, "nació dar nombre de perillanes a los que son muy mañosos, cautos y sagaces..."
Se ignora quién era este personaje. Sólo se conserva una curiosa inscripción latina sobre su sepulcro.